# Schönebecker Kreis
Der so genannte Schönebecker Kreis war eine Gruppe von Künstlern um die Grafikerin und Bildhauerin Katharina Heise in Schönebeck-Salzelmen an der Elbe, der besonders in den 1950er und den frühen 1960er Jahren aktiv war.
Der lockere Zusammenschluss, der sich stilistisch anfangs an der früheren Magdeburger Verbindung Die Kugel orientierte, entstand nach dem Ende des Zweiten Weltkrieges. Katharina Heise, Schülerin von Richard Winckel und Benno Marienfeld an der Kunstgewerbeschule Magdeburg sowie beeinflusst von Käthe Kollwitz, Hugo Lederer, Bruno Beye und Wilhelm Höpfner, war 1942 nach der Zerstörung von Atelier und Wohnung in Berlin in ihr Schönebecker Elternhaus zurückgekehrt. Trotz massiver politischer Anfeindungen durch die Nationalsozialisten wie auch in der Nachkriegszeit bildete sich schnell eine Gruppe junger Kunstschaffender, der sich meist in Heises Elternhaus in der Salzelmener Edelmannstraße 22 zusammenfand. Zu diesen gehörten u. a. auch später prominente Künstler wie Werner Tübke, Hans Helmbrecht, Hans Oldenburger, Christof Grüger, Ewald Blankenburg, Wilfried Kiel oder Günter Zenker, die auch im Verband Bildender Künstler organisiert waren.
Der Schönebecker Kreis wirkte neben dem eigenen künstlerischen Schaffen auch wesentlich in der lokalen Kunsterziehung. Nach dem Tod von Katharina Heise im Oktober 1964, spätestens jedoch nach der Verschärfung der politischen Situation nach 1968 und der Verhaftung Hans Oldenburgers 1970 zerfiel der Schönebecker Künstlerbund.